# ラスゲアード
ラスゲアード（Rasgueado）は、ギターの奏法のひとつ。左手で和音を押さえ、右手の指の爪側で上から下に掻き鳴らすように弾く。フラメンコギターで多用される奏法のためフラメンコ奏法とも呼ばれる。
- Rasgueados Are for Everyone: rasgueado method ebook on Internet Archive